# Fiskväg

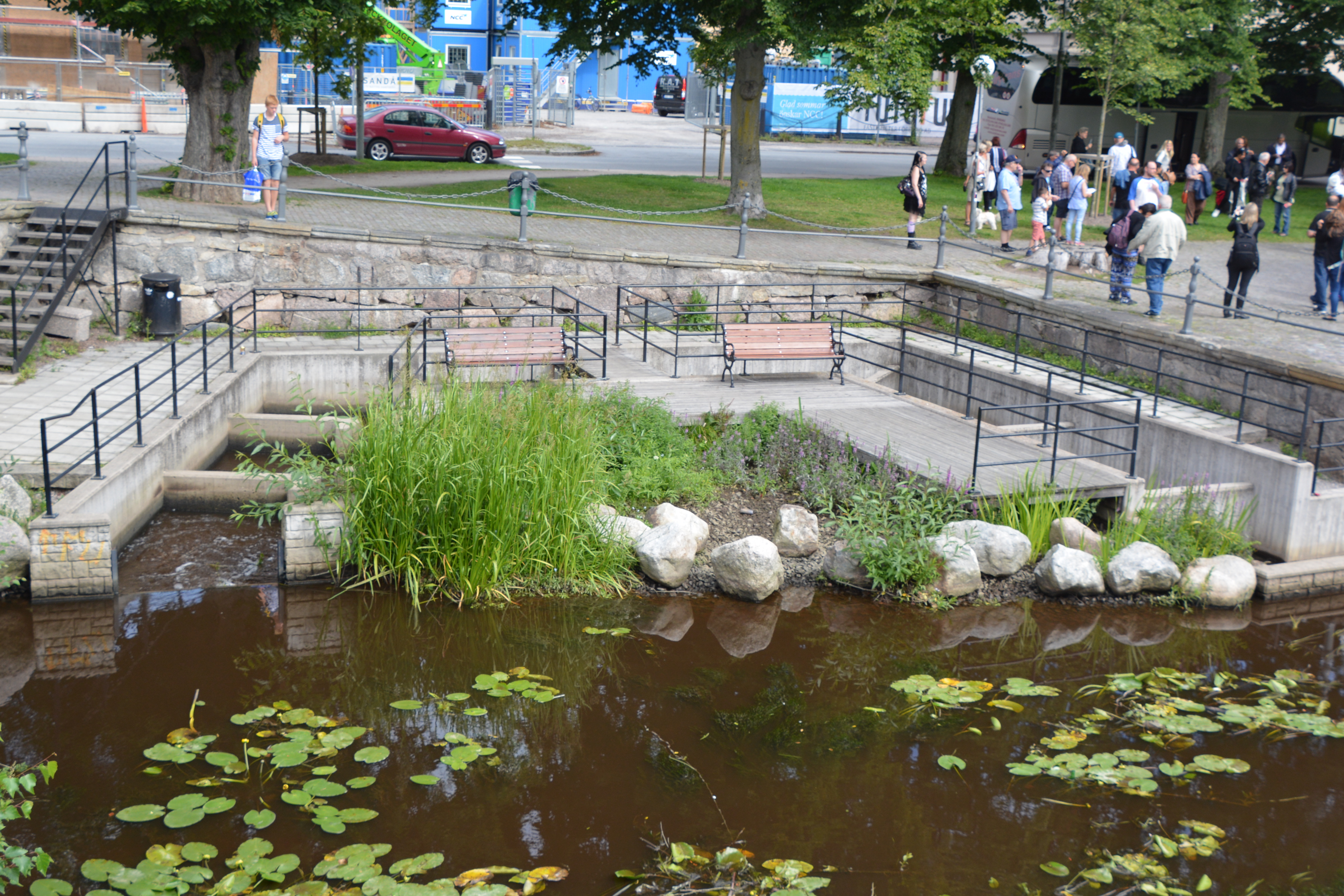
Fisktrappa vid Svartån i Örebro, strax nedströms Örebro slott.

Fiskväg är ett gemensamt begrepp för olika typer av konstruktioner avsedda att ge fisk fri passage förbi ett vandringshinder.
Oftast används följande prioriteringsordning för att skapa en fungerande fiskvandring vid ett hinder:
1. Eliminering av hinder (utrivning av vattenanläggning)
2. Naturlik fiskväg (exempelvis omlöp eller naturlika ramper)
3. Teknisk fiskväg (exempelvis fisktrappor som slitsrännor, kammartrappor med underströmsöppningar och denilrännor).